# María de Bulgaria (emperatriz latina)
María de Bulgaria fue la segunda emperatriz consorte de Enrique de Flandes, emperador latino de Constantinopla.

## Familia
Fue la hija de Kaloján de Bulgaria. Su madre pudo haber sido su esposa Kumankata, que tras convertirse al cristianismo, cambió su nombre por Ana. Ana se casó con Boril de Bulgaria, el sobrino de su primer marido. Sus tíos paternos fueron Pedro IV de Bulgaria e Iván Asen I de Bulgaria.

## Emperatriz consorte
En 1213, María se casó con Enrique de Flandes del Imperio latino. Según The Late Medieval Balkans (1987) de John V.A. Fine, el matrimonio fue parte de una alianza entre su padrastro Boril y Enrique. La alianza beneficiaría el Imperio Latino, asegurando Tracia y el Reino de Tesalónica contra la amenaza de invasión del Segundo Imperio búlgaro. Permitiendo a Enrique a volver su atención en hacer frente al Imperio de Nicea. Por otro lado, Boril había sufrido pérdidas en hombres y territorio mientras la guerra continuaba. Incapaz por el momento de expandir sus fronteras, pudo haber visto la alianza como una manera de asegurar sus propias fronteras contra la invasión latina. En cualquier caso, el matrimonio llegó a la conclusión de la primera fase de las Guerras Búlgaro-Latinas.
El 11 de junio, Enrique murió en Tesalónica. María fue sospechosa de haberlo envenenado. Su destino aún se desconoce. Su matrimonio no tuvo hijos y Enrique fue sucedido por su cuñado Pedro II de Courtenay.